# Bürgermeisterei Oberkassel

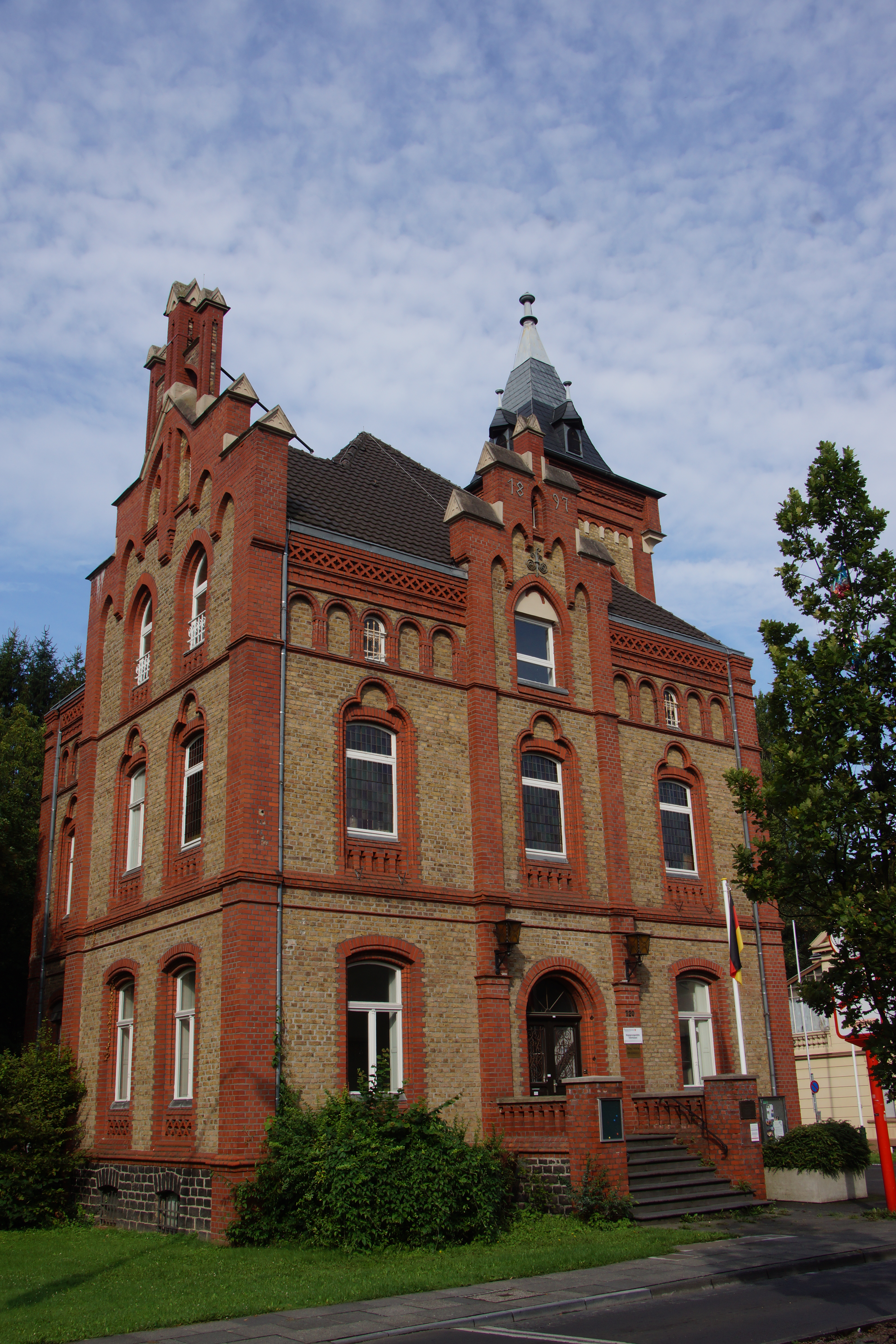
Altes Rathaus, 1898–1969 Sitz der Bürgermeisterei Oberkassel

Die Bürgermeisterei Oberkassel (auch „Bürgermeisterei Ober-Cassel“) war eine von neun preußischen Bürgermeistereien, in die sich der 1816 gebildete Kreis Siegburg (1820 mit dem aufgelösten Kreis Uckerath vereint und 1825 in Siegkreis umbenannt) im Regierungsbezirk Köln verwaltungsmäßig gliederte. 1822 kam die Bürgermeisterei Oberkassel zur damals neu gebildeten Rheinprovinz. Der Verwaltungsbezirk der Bürgermeisterei Oberkassel umfasste vier Gemeinden.
1927 wurde die Bürgermeisterei Oberkassel in Amt Oberkassel umbenannt. 1969 wurde das Amt Oberkassel aufgelöst.

## Gemeinden und zugehörige Ortschaften
Zur Bürgermeisterei gehörten folgende Gemeinden und Ortschaften (Stand 1885; heutige Schreibweise):
- Gemeinde Heisterbacherrott mit den Wohnplätzen Frohnhof und Scheid
- Gemeinde Niederdollendorf mit den Wohnplätzen Longenburg, Petersberg, Pfaffenröttchen und Haus Rosenau
- Gemeinde Oberdollendorf mit dem Wohnplatz Heisterbach und dem Weiler Römlinghoven
- Gemeinde Oberkassel

## Geschichte
Das Verwaltungsgebiet der Bürgermeisterei Oberkassel war bis zum Beginn des 19. Jahrhunderts Teil des Amtes Löwenburg im Herzogtum Berg, das 1806 im Zusammenhang mit der Bildung des Rheinbundes im Großherzogtum Berg aufging. Mit der Einführung der Munizipalverfassung durch die „Provinzial- und Gemeinde-Verwaltungsordnung für das Großherzogtum Berg“ vom 18. Dezember 1808 wurde durch die französische Verwaltung unter Napoléon Bonaparte die Mairie Oberkassel gebildet. Die Mairie gehörte zum Kanton Königswinter, Arrondissement Mülheim am Rhein im Département Rhein sowie gerichtlich zum Friedensgericht Königswinter. Während der provisorischen Verwaltung im Generalgouvernement Berg trug die Mairie ab Dezember 1813 die Bezeichnung „Bürgermeisterei“.
Aufgrund der Beschlüsse auf dem Wiener Kongress wurde 1815 das Rheinland dem Königreich Preußen zugeordnet. Unter der preußischen Verwaltung wurden 1816 Regierungsbezirke und Kreise gebildet. Die Bürgermeisterei Oberkassel gehörte zum Kreis Siegburg (ab 1825 Siegkreis) im Regierungsbezirk Cöln. Dieser gehörte zunächst zur Provinz Jülich-Kleve-Berg, die 1822 mit der Provinz Großherzogtum Niederrhein zur Rheinprovinz zusammengefasst wurde. Der Verwaltungssitz der Bürgermeisterei befand sich bis 1844 nicht in Oberkassel, sondern auf der Longenburg in Niederdollendorf, wo der erste Bürgermeister bis zu seinem Tod ansässig war. Mit Erlass einer Gemeindeordnung für die Rheinprovinz kam es 1845 zur rechtlichen Anerkennung der durch die Bürgermeisterei verwalteten Gemeinden als Gebietskörperschaften mit eigenem Vorsteher und Gemeinderat. 1898 erhielt die Bürgermeisterei erstmals ein eigenes Rathaus.
Nach dem Ersten Weltkrieg wurde die Bürgermeisterei von alliierten Soldaten besetzt. Diese blieben bis zum 29. Januar 1926.
So wie alle Landbürgermeistereien in der Rheinprovinz wurde die Bürgermeisterei Oberkassel 1927 in „Amt Oberkassel“ umbenannt. Von 1949 bis 1955 war das Verwaltungsgebiet des Amtes Teil der Enklave Bonn, ein der Alliierten Hohen Kommission unterstehendes Sondergebiet um den vorläufigen Regierungssitz der Bundesrepublik Deutschland. Im Rahmen der kommunalen Neugliederung des Raumes Bonn wurden zum 1. August 1969 das Amt Oberkassel sowie die dem Amt angehörenden Gemeinden aufgelöst. Heisterbacherrott, Nieder- und Oberdollendorf wurde zusammen mit anderen Gemeinden zu der neuen amtsfreien Gemeinde unter dem Namen „Stadt Königswinter“ im Rhein-Sieg-Kreis zusammengeschlossen. Die Gemeinde Oberkassel wurde ein Ortsteil von Bonn im Stadtbezirk Beuel.

## Amtsbürgermeister
- 1811      Kaspar Anton Rennen
- 1814–1844 Daniel von Weise
- 1844–1850 Julius Graf zu Lippe
- 1850–1893 Bernhard Schmitz
- 1893–1895 Clemens Freiherr von Loe
- 1895–1913 Albert Schröter
- 1913–1914 Bernhard Steinbach
- 1914–1933 Richard Nücker
- 1933      Wilhelm Benkowitz (kommissarisch)
- 1933–1934 Fritz Pott
- 1934–1945 Walter Tersteegen
- 1946–1948 Karl Duwe
- 1948–1951 Severin Köhr
- 1951–1954 Karl Duwe
- 1954–1964 August Mülhens
- 1964–1969 Josef Gilgen

## Verwaltung
Dem Bürgermeister waren zwei Beigeordnete zugeordnet. Es gab drei stellvertretende Standesbeamte. Die vier Gemeinden hatten eigene Ortsvorsteher und jeweils eine Schule. Des Weiteren gehörte zur Bürgermeisterei ein Gemeinde-Rentmeister. Für den Schutz sorgten zwei Polizeibeamte und vier Gemeindeschützen (alle Angaben Stand 1910).

## Statistiken
Nach der „Topographisch-Statistischen Beschreibung der Königlich Preußischen Rheinprovinz“ aus dem Jahr 1830 gehörten zur Bürgermeisterei Oberkassel fünf Dörfer, zwei einzeln stehende Höfe und zehn Mühlen. Der Bevölkerung standen sieben Kirchen und Kapellen zur Verfügung. Weiterhin gab es sieben öffentliche Gebäude und 465 Privatwohnhäuser. Im Jahr 1816 wurden in den zur Bürgermeisterei gehörenden Ortschaften insgesamt 2.332 Einwohner gezählt, 1828 waren es 2.697 Einwohner darunter 1.465 männliche und 1.232 weibliche; 2.465 Einwohner gehörten dem katholischen, 191 dem evangelischen und 41 dem jüdischen Glauben an.
Weitere Details entstammen dem „Gemeindelexikon für das Königreich Preußen“ aus dem Jahr 1888, das auf den Ergebnissen der Volkszählung vom 1. Dezember 1885 basiert. Im Verwaltungsgebiet der Bürgermeisterei Oberkassel lebten insgesamt 4.371 Einwohner in 2.137 Gebäuden und 2.234 Haushalten; 2.137 der Einwohner waren männlich und 2.234 weiblich. Bezüglich der Religionszugehörigkeit waren 3.938 katholisch und 370 evangelisch; in Oberdollendorf waren 48 und in Oberkassel 10 Juden ansässig.
1885 betrug die Gesamtfläche der vier zugehörigen Gemeinden 1.522 Hektar, davon waren 662 Hektar Ackerland, 20 Hektar Wiesen und 594 Hektar Wald.